# Jean Ignace Cayer
 (mars 2022).
Pour les articles homonymes, voir Cayer.
Jean Ignace Cayer, né à Lyon le 8 avril 1704 et mort à Lyon le 15 janvier 1754, est un homme d’Église lyonnais et membre de l’Académie des sciences, belles-lettres et arts de Lyon.

## Biographie
Jean Ignace Cayer nait à Lyon le 8 avril 1704 dans une famille bourgeoise. Après des études brillantes il se destine à un avenir ecclésiastique. Il rentre dans la société des jésuites en 1721, et se range dans l'ordre séculier de l’Église en 1723, et devient chanoine de Fourvière en 1724. Il consacre l’essentiel de son temps libre à l’étude des sciences, plus particulièrement aux mathématiques et à l'astronomie. Il tient une chronique savante dans laquelle il déconstruit l’astrologie et les superstitions.
Il meurt le 15 janvier 1754 à Lyon des suites de plusieurs attaques d’apoplexie.

### Sociétés savantes
Ses travaux lui vaudront d'être élu le 3 décembre 1736 membre de la classe des sciences de l’Académie de Lyon alors nommée Société Royale. Il y est très actif, et en devient le directeur en 1750.

## Publications
- « Calculs astronomiques », dans Almanach de Lyon, éd. Aimé de la Roche, 1742 et suivantes